# Cmentarz parafialny w Gdyni-Oksywiu
Cmentarz parafialny w Gdyni-Oksywiu – cmentarz parafii św. Michała Archanioła w Gdyni-Oksywiu położony przy ulicy Arciszewskich 1a w Gdyni, na zboczu górującego nad portem Marynarki Wojennej w Gdyni wzniesienia za kościołem św. Michała Archanioła.

## Historia
Jest najstarszym cmentarzem na terenie Gdyni. W okresie międzywojennym istniały na nim jeszcze groby z okresu wojen Polski ze Szwecją w XVII wieku. Obecnie do najstarszych na cmentarzu należy grób kupca i restauratora Jakuba Wojewskiego (1868-1919). Walory krajobrazowe i historyczne cmentarza opisywali m.in. Stefan Żeromski, Maria Dąbrowska i Melchior Wańkowicz. Przed II wojną światową stał się miejscem pochówku służących na Oksywiu żołnierzy Marynarki Wojennej, m.in. szefa Wydziału Ogólnego Kierownictwa Marynarki Wojennej kpt. mar. Michała Wilkickiego. We wrześniu 1939 r. spoczęło na nim kilkudziesięciu uczestników obrony Wybrzeża, w tym marynarze z ORP Mazur i ORP Nurek.
Cmentarz wpisany jest do rejestru zabytków województwa pomorskiego (decyzja nr A-1605 z 16.08.1996).

## Pochowani
Pochowani są tu m.in.:
- Antoni Abraham (1869-1923) – działacz społeczny, pisarz ludowy
- Bernard Chrzanowski (1861-1944) – działacz społeczny, adwokat, kurator Okręgu Szkolnego Poznańskiego, senator II RP, ekshumowany w 1986 r. z cmentarza w Skolimowie pod Warszawą
- Julian Czerwiński (1914-1991) – komandor porucznik, pisarz, historyk
- Jacenty Dehnel (1911-1984) – komandor porucznik
- Hilary Ewert-Krzemieniewski (1885-1951) – adwokat, wicewojewoda pomorski
- Mieczysław Filipowicz (1905-1991) – projektant okrętów, dyrektor stoczni w Gdyni i Elblągu
- Stefan Iżyłowski (1935-2016) – aktor
- Józef Jaworski (1903-1939) – olimpijczyk lekkoatleta, architekt, zginął w walkach z Niemcami na Kępie Oksywskiej
- Borys Karnicki (1907-1985) – komandor porucznik
- Stanisław Kukiełka (1894-1974) – komandor podporucznik, dowódca Dywizjonu Artylerii Nadbrzeżnej w obronie Helu
- Ludwik Lichodziejewski (1904-1974) – komandor porucznik
- Antoni Muchowski (1842-1915) – ksiądz proboszcz, działacz społeczny, powstaniec styczniowy
- Edmund Pappelbaum (1912-1997) – komandor porucznik
- Anna Przybylska (1978-2014) – aktorka, fotomodelka
- Władysław Salamon (1897-1986) – komandor porucznik